# Petrônio Gontijo
Petrônio Gontijo de Alvarenga (Varginha, 5 de julho de 1968) é um ator brasileiro.

## Biografia
Mineiro de Varginha, Petrônio iniciou seu caminho como ator com apenas 2 anos de idade, em uma peça teatral como o Menino Jesus em uma escola onde sua irmã estudava, por lá fazia teatro amador e, aos 17 anos, em 1986, decide se mudar para São Paulo e é aprovado pro curso de Artes Cênicas na Universidade de Campinas. Por lá, ingressou na peça acadêmica Deixa Estar com direção de Adilson Barros e como conclusão do curso a peça Vem...Senta Aqui ao Meu Lado e Deixa o Mundo Girar, Jamais Seremos Tão Jovens.

## Carreira
Em 1991, estreia na TV com convite para protagonizar a novela Salomé, na Rede Globo ao lado de Patrícia Pillar e teve que ir para o Rio de Janeiro. Após o folhetim, participou de Olho no Olho em 1993, Pátria Minha em 1994 e Malhação em 1995. Em 1996, transfere-se para o SBT, onde faz Razão de Viver e Os Ossos do Barão. Em 1998, protagoniza Serras Azuis na Rede Bandeirantes ao lado de Adriana Londoño. Em 1999, retorna à Globo onde interpreta Padre Alexandre em Malhação. Em 2000, vai para a Rede Record interpretar o personagem Zé em Vidas Cruzadas.
Em 2001, volta ao SBT e estrela ao lado de Bianca Rinaldi a novela Pícara Sonhadora, além de fazer uma participação em Marisol e o vilão Vítor de Seus Olhos. Devido ao personagem, Petrônio aceitaria convite para retornar à Rede Record em 2005, onde ficou até 2010, participando de Essas Mulheres, Cidadão Brasileiro, Luz do Sol, Os Mutantes: Caminhos do Coração e Poder Paralelo. Em 2011, volta à Rede Globo para interpretar o advogado mulherengo Beto Fischer em Insensato Coração, porém, ao encerramento da novela, o ator não teve seu contrato renovado pela emissora. Ainda em 2011, retorna à Record e faz o especial O Madeireiro. No ano seguinte, vive o psquiatra Décio Navarro de Máscaras, em 2014, volta à TV nas séries Milagres de Jesus e Conselho Tutelar. Em 2015, interpreta Arão na novela Os Dez Mandamentos.
Em 2016, junto com os colegas da novela, foram nomeados Personalidades do Ano pela revista Gente na Argentina pelo sucesso de Dez Mandamentos e confirmado na terceira temporada de Conselho Tutelar para 2017. Em 2017, o ator foi convocado para fazer o bispo evangélico Edir Macedo, no filme Nada a Perder, que estreou em março de 2018, e continua em cartaz nos cinemas de todo o Brasil até o final de abril. O longa-metragem conta a história do líder, fundador da Igreja Universal do Reino de Deus e também proprietário da RecordTV.

## Filmografia

### Televisão
| Ano     | Título                           | Personagem                        | Notas                                 |
| ------- | -------------------------------- | --------------------------------- | ------------------------------------- |
| 1991    | Salomé                           | Duda                              |                                       |
| 1993    | Olho no Olho                     | Marco Antônio                     |                                       |
| 1994    | Pátria Minha                     | Murilo Henrique Pellegrini Vilela |                                       |
| 1995    | Você Decide                      | Marcos                            | Episódio: "A Adoção"                  |
| 1995    | Malhação                         | Gregório                          | Episódios: "13–20 de outubro"         |
| 1996    | Razão de Viver                   | Pedro                             |                                       |
| 1997    | Os Ossos do Barão                | Vicente                           |                                       |
| 1998    | Serras Azuis                     | Gaius Gutemberg                   |                                       |
| 1999    | Malhação                         | Padre Alexandre                   | Episódio: "20 de novembro"            |
| 2000    | Vidas Cruzadas                   | José Carlos Coutinho (Zé)         |                                       |
| 2001    | Pícara Sonhadora                 | Alfredo Rockfield / Carlos Diniz  |                                       |
| 2002    | Marisol                          | João Vicente                      |                                       |
| 2004    | Seus Olhos                       | Vitor                             |                                       |
| 2005    | Essas Mulheres                   | Dr. Torquato Ribeiro              |                                       |
| 2006    | Cidadão Brasileiro               | Gustavo                           |                                       |
| 2007    | Luz do Sol                       | Antônio Vasconcelos (Tom)         |                                       |
| 2008    | Os Mutantes: Caminhos do Coração | Fredo Cavalcanti / Dr. Celso      |                                       |
| 2009    | Poder Paralelo                   | Rodolfo Castellammare (Rudi)      |                                       |
| 2011    | Insensato Coração                | Roberto Fischer (Beto)            |                                       |
| 2011    | O Madeireiro                     | Julio                             | Especial de fim de ano                |
| 2012    | Máscaras                         | Dr. Décio Navarro                 |                                       |
| 2014    | Milagres de Jesus                | Quiramin                          | Episódio: "O Paralítico de Cafarnaum" |
| 2014–18 | Conselho Tutelar                 | André Noronha                     |                                       |
| 2015–16 | Os Dez Mandamentos               | Arão                              |                                       |
| 2018–19 | Jesus                            | Simão Pedro                       |                                       |
| 2021    | Gênesis                          | Jacó                              |                                       |
| 2023    | Reis                             | Davi, Rei de Israel e Judá        | Temporada: A Consequência             |
| 2025    | Paulo, O Apóstolo                | Jesus                             |                                       |

### Cinema
| Ano  | Título                             | Papel                         |
| ---- | ---------------------------------- | ----------------------------- |
| 1992 | O Palco (curta-metragem)           | Músico                        |
| 2000 | Cronicamente Inviável              | Gerente do Grupo de Percussão |
| 2001 | Memórias Póstumas                  | Brás Cubas (jovem)            |
| 2002 | Ofusca (curta-metragem)            | Marcelo                       |
| 2002 | Mutante (curta-metragem)           | Pedro                         |
| 2003 | Tudo Que Ela Vê (curta-metragem)   | Homem                         |
| 2003 | Cristina Quer Casar                | Viriato Benucci               |
| 2004 | Um Show de Verão                   | Isaac Freire                  |
| 2006 | Boleiros 2 - Vencedores e Vencidos | Rafael Benitez                |
| 2016 | Os Dez Mandamentos - O Filme       | Arão                          |
| 2016 | Milagres de Jesus - O Filme        | Quiramin                      |
| 2018 | Nada a Perder                      | Edir Macedo                   |
| 2019 | Nada a Perder 2                    | Edir Macedo                   |

## Teatro
| Ano     | Título                                                                         | Papel              |
| ------- | ------------------------------------------------------------------------------ | ------------------ |
| 1987    | Deixa Estar                                                                    | [ 7 ]              |
| 1991    | Vem... Senta Aqui ao Meu Lado e Deixa o Mundo Girar, Jamais Seremos Tão Jovens | Homem              |
| 1992    | Dois Perdidos numa Noite Suja                                                  | Tonho              |
| 1992    | I Love Maiakovski & Lili Brik                                                  | Maiakówski         |
| 1993    | Teresa D'ávila                                                                 | O Inquisador       |
| 1995    | Roberto Zucco                                                                  | Roberto Zucco      |
| 1995    | Abelardo, Heloisa                                                              | Pedro, o Venerável |
| 1996    | O Professor                                                                    | Aluno              |
| 1997    | Algo em Comum                                                                  | Artur              |
| 1997    | Caixa Dois                                                                     | Henrique           |
| 1999–00 | Últimas Luas                                                                   | Filho              |
| 2001    | Dias das Mães                                                                  | Jonathan           |
| 2003    | Tudo de Mim                                                                    | Juliano            |
| 2004    | K2                                                                             | Harold             |
| 2004    | O Mistério do Fantasma Apavorado                                               | Escritor           |
| 2006    | Acorda, Brasil                                                                 | Laerte             |
| 2006–07 | Pequenos Crimes Conjugais                                                      | Gilberto           |
| 2013    | Três Dias de Chuva                                                             | Theo/Pip           |
| 2014    | Caros Ouvintes                                                                 | Vicente            |

## Prêmios e indicações
| Ano  | Prêmio                                 | Categoria                          | Trabalho          | Resultado | Ref    |
| ---- | -------------------------------------- | ---------------------------------- | ----------------- | --------- | ------ |
| 1997 | Troféu APCA                            | Melhor ator                        | Algo em Comum     | Venceu    | [ 1 ]  |
| 1998 | Prêmio Qualidade Brasil                | Melhor ator                        | Serras Azuis      | Venceu    | [ 7 ]  |
| 2001 | Academia Brasileira de Arte e História | Honra ao mérito                    | Memórias Póstumas | Venceu    | [ 7 ]  |
| 2004 | Câmara Municipal de São Paulo          | Melhor ator                        | Seus Olhos        | Venceu    |        |
| 2009 | Prêmio Extra de Televisão              | Melhor ator coadjuvante            | Poder Paralelo    | Indicado  | [ 16 ] |
| 2009 | Prêmio Qualidade Brasil                | Melhor ator coadjuvante            | Poder Paralelo    | Indicado  | [ 17 ] |
| 2010 | 12º Prêmio Contigo! de TV              | Melhor ator coadjuvante            | Poder Paralelo    | Indicado  | [ 18 ] |
| 2015 | 17º Prêmio Contigo! de TV              | Melhor ator de série ou minissérie | Conselho Tutelar  | Indicado  | [ 19 ] |
| 2022 | Troféu Internet                        | Melhor Ator de Novela              | Gênesis           | Indicado  | [ 21 ] |
| 2022 | Troféu Imprensa                        | Melhor Ator de Novela              | Gênesis           | Indicado  | [ 21 ] |